# Élections législatives de 1993 dans le Tarn
Les élections législatives françaises de 1993 se déroulent les 21 et 28 mars 1993. Dans le département du Tarn, quatre députés sont à élire dans le cadre de quatre circonscriptions.

## Élus
| Circonscription | Député sortant     | Parti | Parti | Député élu ou réélu   | Parti | Parti |
| --------------- | ------------------ | ----- | ----- | --------------------- | ----- | ----- |
| 1re             | Pierre Bernard     |       | PS    | Paul Quilès           |       | PS    |
| 2e              | Charles Pistre     |       | PS    | Philippe Bonnecarrère |       | RPR   |
| 3e              | Jacques Limouzy    |       | RPR   | Jacques Limouzy       |       | RPR   |
| 4e              | Jacqueline Alquier |       | PS    | Bernard Carayon       |       | RPR   |

## Positionnement des partis
Les candidats d'alliance RPR-UDF et divers droite se présentent sous la bannière de l'Union pour la France et ceux du Parti socialiste derrière l'Alliance des Français pour le Progrès. Par ailleurs, Les Verts et Génération écologie s'unissent sous l'étiquette Entente des écologistes.

## Résultats

### Résultats à l'échelle du département
| Parti          | Parti                                 | Premier tour | Premier tour | Second tour | Second tour | Sièges |
| Parti          | Parti                                 | Voix         | %            | Voix        | %           | Sièges |
| -------------- | ------------------------------------- | ------------ | ------------ | ----------- | ----------- | ------ |
|                | Rassemblement pour la République      | 51 461       | 28,77        | 79 789      | 44,32       | 3      |
|                | Union pour la démocratie française    | 22 792       | 12,74        | 18 596      | 10,33       | 0      |
|                | Union pour la France                  | 74 253       | 41,51        | 98 385      | 54,65       | 3      |
|                |                                       |              |              |             |             |        |
|                | Parti socialiste                      | 40 556       | 22,67        | 65 941      | 36,63       | 1      |
|                | Mouvement des radicaux de gauche      | 8 296        | 4,64         | 15 688      | 8,71        | 0      |
|                | Alliance des Français pour le progrès | 48 852       | 27,31        | 81 629      | 45,35       | 1      |
|                |                                       |              |              |             |             |        |
|                | Les Verts                             | 7 143        | 3,99         |             |             | 0      |
|                | Génération écologie                   | 5 370        | 3,00         | 0           |             |        |
|                | Entente des écologistes               | 12 513       | 7,00         |             |             | 0      |
|                |                                       |              |              |             |             |        |
|                | Front national                        | 20 594       | 11,51        |             |             | 0      |
|                | Parti communiste français             | 13 931       | 7,79         | 0           |             |        |
|                | Le Trèfle - Les nouveaux écologistes  | 5 685        | 3,18         | 0           |             |        |
|                | Extrême gauche dont LCR, LO et SÉGA   | 1 401        | 0,78         | 0           |             |        |
|                | Extrême droite                        | 913          | 0,51         | 0           |             |        |
|                | Divers dont PLN                       | 732          | 0,41         | 0           |             |        |
|                |                                       |              |              |             |             |        |
| Inscrits       | Inscrits                              | 256 588      | 100,00       | 256 519     | 100,00      | 4      |
| Abstentions    | Abstentions                           | 63 978       | 24,93        | 61 329      | 23,91       |        |
| Votants        | Votants                               | 192 610      | 75,07        | 195 190     | 76,09       |        |
| Blancs et nuls | Blancs et nuls                        | 13 736       | 7,13         | 15 176      | 7,77        |        |
| Exprimés       | Exprimés                              | 178 874      | 92,87        | 180 014     | 92,23       |        |

### Résultats par circonscription

#### Première circonscription (Carmaux)
| Candidat       | Candidat               | Parti          | Premier tour | Premier tour | Second tour | Second tour |  |
| Candidat       | Candidat               | Parti          | Voix         | %            | Voix        | %           |  |
| -------------- | ---------------------- | -------------- | ------------ | ------------ | ----------- | ----------- |  |
|                | Paul Quilès élu        | PS (ADFP)      | 14 149       | 35,73        | 21 590      | 53,73       |  |
|                | Richard Canac          | UDF (PR)       | 12 489       | 31,54        | 18 596      | 46,27       |  |
|                | Nelly Foissac          | PCF            | 4 446        | 11,23        |             |             |  |
|                | Jean-Claude Aubin      | FN             | 2 881        | 7,28         |             |             |  |
|                | Francis Maffre         | GÉ (EÉ)        | 2 523        | 6,37         |             |             |  |
|                | Christiane Villaudiere | LT-LNÉ         | 1 286        | 3,25         |             |             |  |
|                | Jacqueline Quilès      | AP             | 913          | 0,67         |             |             |  |
|                | Vincent Lopez          | LO             | 461          | 0,67         |             |             |  |
|                | Jacques Mathieu        | LCR            | 267          | 0,67         |             |             |  |
|                | Denis Dreuilhe         | PLN            | 181          | 0,46         |             |             |  |
|                |                        |                |              |              |             |             |  |
| Inscrits       | Inscrits               | Inscrits       | 56 796       | 100,00       | 56 788      | 100,00      |  |
| Abstentions    | Abstentions            | Abstentions    | 13 999       | 24,65        | 13 101      | 23,07       |  |
| Votants        | Votants                | Votants        | 42 797       | 75,35        | 43 687      | 76,93       |  |
| Blancs et nuls | Blancs et nuls         | Blancs et nuls | 3 201        | 7,48         | 3 501       | 8,01        |  |
| Exprimés       | Exprimés               | Exprimés       | 39 596       | 92,52        | 40 186      | 91,99       |  |

#### Deuxième circonscription (Albi)
| Candidat       | Candidat                  | Parti          | Premier tour | Premier tour | Second tour | Second tour |  |
| Candidat       | Candidat                  | Parti          | Voix         | %            | Voix        | %           |  |
| -------------- | ------------------------- | -------------- | ------------ | ------------ | ----------- | ----------- |  |
|                | Philippe Bonnecarrère élu | RPR (UPF)      | 20 088       | 41,04        | 27 635      | 55,53       |  |
|                | Charles Pistre sortant    | PS (ADFP)      | 14 003       | 28,61        | 22 130      | 44,47       |  |
|                | Camille Fabas             | FN             | 6 356        | 12,99        |             |             |  |
|                | Denis Crépin              | Les Verts (EÉ) | 3 646        | 7,45         |             |             |  |
|                | Josian Vayre              | PCF            | 3 132        | 6,4          |             |             |  |
|                | Jacques Filippi           | LT-LNÉ         | 1 431        | 2,92         |             |             |  |
|                | Daniel Gourc              | PLN            | 291          | 0,59         |             |             |  |
|                |                           |                |              |              |             |             |  |
| Inscrits       | Inscrits                  | Inscrits       | 71 665       | 100,00       | 71 660      | 100,00      |  |
| Abstentions    | Abstentions               | Abstentions    | 19 145       | 26,71        | 17 838      | 24,89       |  |
| Votants        | Votants                   | Votants        | 52 520       | 73,29        | 53 822      | 75,11       |  |
| Blancs et nuls | Blancs et nuls            | Blancs et nuls | 3 573        | 6,8          | 4 057       | 7,54        |  |
| Exprimés       | Exprimés                  | Exprimés       | 48 947       | 93,2         | 49 765      | 92,46       |  |

#### Troisième circonscription (Castres)
| Candidat       | Candidat                      | Parti          | Premier tour | Premier tour | Second tour | Second tour |  |
| Candidat       | Candidat                      | Parti          | Voix         | %            | Voix        | %           |  |
| -------------- | ----------------------------- | -------------- | ------------ | ------------ | ----------- | ----------- |  |
|                | Jacques Limouzy sortant réélu | RPR (UPF)      | 18 859       | 47,21        | 23 512      | 59,98       |  |
|                | Bernard Raynaud               | MRG (ADFP)     | 8 296        | 20,77        | 15 688      | 40,02       |  |
|                | Jean-Marc Denier              | FN             | 5 121        | 12,82        |             |             |  |
|                | Josiane Marty-Daunis          | GÉ (EÉ)        | 2 847        | 7,13         |             |             |  |
|                | Élie Cros                     | PCF            | 2 599        | 6,51         |             |             |  |
|                | Fabienne Dimeur               | LT-LNÉ         | 1 556        | 3,89         |             |             |  |
|                | Lucien Valette                | SÉGA           | 673          | 1,68         |             |             |  |
|                |                               |                |              |              |             |             |  |
| Inscrits       | Inscrits                      | Inscrits       | 58 782       | 100,00       | 58 734      | 100,00      |  |
| Abstentions    | Abstentions                   | Abstentions    | 15 467       | 26,31        | 15 881      | 27,04       |  |
| Votants        | Votants                       | Votants        | 43 315       | 73,69        | 42 853      | 72,96       |  |
| Blancs et nuls | Blancs et nuls                | Blancs et nuls | 3 364        | 7,77         | 3 653       | 8,52        |  |
| Exprimés       | Exprimés                      | Exprimés       | 39 951       | 92,23        | 39 200      | 91,48       |  |

#### Quatrième circonscription (Mazamet)
| Candidat       | Candidat                    | Parti          | Premier tour | Premier tour | Second tour | Second tour |  |
| Candidat       | Candidat                    | Parti          | Voix         | %            | Voix        | %           |  |
| -------------- | --------------------------- | -------------- | ------------ | ------------ | ----------- | ----------- |  |
|                | Bernard Carayon élu         | RPR            | 12 514       | 24,84        | 28 642      | 56,31       |  |
|                | Jacqueline Alquier sortante | PS (ADFP)      | 12 404       | 24,62        | 22 221      | 43,69       |  |
|                | Albert Mamy                 | UDF (PR)       | 10 303       | 20,45        | Retrait     | Retrait     |  |
|                | André Carayon               | FN             | 6 236        | 12,38        |             |             |  |
|                | Jacques Cauquil             | PCF            | 3 754        | 7,45         |             |             |  |
|                | Christian Emaille           | Les Verts (EÉ) | 3 497        | 6,94         |             |             |  |
|                | Anne Amalric                | LT-LNÉ         | 1 412        | 2,8          |             |             |  |
|                | Mariette Perron             | PLN            | 260          | 0,52         |             |             |  |
|                |                             |                |              |              |             |             |  |
| Inscrits       | Inscrits                    | Inscrits       | 69 345       | 100,00       | 69 337      | 100,00      |  |
| Abstentions    | Abstentions                 | Abstentions    | 15 367       | 22,16        | 14 509      | 20,93       |  |
| Votants        | Votants                     | Votants        | 53 978       | 77,84        | 54 828      | 79,07       |  |
| Blancs et nuls | Blancs et nuls              | Blancs et nuls | 3 598        | 6,67         | 3 965       | 7,23        |  |
| Exprimés       | Exprimés                    | Exprimés       | 50 380       | 93,33        | 50 863      | 92,77       |  |